# Глазунов, Александр Ильич (издатель)
Александр Ильич Глазунов (1829—1896) — русский предприниматель, книгопродавец и издатель; представитель русского книгоиздательства Глазуновых.

## Биография
Александр Глазунов родился в 1829 году в семье книгоиздателя Ильи Ивановича (сына Ивана Петровича).
Издавал книги преимущественно естественноисторического содержания. Открыл свой книжный магазин в 1859 году в Москве. В 1874 году Глазунов продал магазин другому русскому издателю — Н. И. Мамонтову, посвятив свой досуг литературным занятиям. Занимался переводом иностранных книг, в частности: Иоганна Шерра — «Шиллер и его время» и «Человеческая трагикомедия» и Вашингтона Ирвинга — «Путевые очерки».
Дело Александра Ильича продолжили его братья — Иван Ильич (1826—1890) и Константин Ильич (1828—1914), открывшие в 1875 году в Москве на Петровке книжный магазин под именем фирмы Ивана Глазунова. Книготоргово-издательское дело после смерти Ивана Ильича в 1889 году продолжил его сын — Илья Иванович, книжные магазины которого были в Москве и Петербурге. А после смерти Ильи Глазунова, в 1913 году делами фирмы «И. Глазунов» занимались Михаил Константинович (сын Константина Ильича) и Александр Ильич (сын Ильи Ивановича, внук Ивана Ильича). После Октябрьской революции, в конце 1917 года, фирма Глазуновых была национализирована.
19 ноября 1882 года, по случаю исполнившегося столетия фирмы Глазуновых, Константин и Александр Ильичи были возведены в потомственное дворянское достоинство Российской Империи.
Александр Ильич Глазунов умер 24 августа 1896 года, в имении близ станции Подсолнечной Николаевской железной дороги.
Похоронен в д. Солнечная Гора (г. Солнечногорск) на кладбище Никольский церкви. Надгробная часовенка сохранилась до наших дней.